# يلا على الأردن
«يلاّ على الأردن» مبادرة أطلقها الناشط  عبد الرحمن المهيد في الأردن عام 2014 عبر مواقع التواصل الاجتماعي، تهدف إلى ترويج الأردن سياحياً داخلياً وفي الخارج، بالتعاون مع مجموعة من الشباب المهتمّ بالقطاع السياحي وبالتنسيق مع هيئة تنشيط السياحة ووزارة السياحة والآثار. تركز هذه المبادرة على تنظيم فعاليات سياحية بهدف تعزيز مفاهيم السياحة الداخلية وسياحة المغامرات والتي باتت تحظى باهتمامٍ محلي في الأردن وعربي وعالمي. من خلال نشاطات المجموعة والتي حظيت بتغطية إعلامية واسعة النطاق، تم كشف النقاب عن مناطق لم تكن معروفة في الأردن كوادي شقيفات في الكرك ووادي السرحان وغيرها.
أقيمت أولى الرحلات في يوم السبت 2-4-2016، ثم تكررت هذه الرحلات لتشمل أكثر من 14 موقعاً بدءاً من جرش وعجلون وراسون والسلط وحمامات ماعين والبحر الميت ووادي رم وغيرها.  
تركز المبادرة على سياحة المغامرة كونها نوع مميز وجديد من أنواع السياحة في الأردن، حيث قامت المبادرة بتنظيم رحلات المغامرة وإشراك الإعلاميين (التلفزيون الأردني وقناة رؤيا الفضائية وقناة الغد والإذاعات المحلية كحياة إف إم وغيرها) والصحفيين ونشطاء مواقع التواصل الاجتماعي بهدف ترويج المواقع السياحية عبر وسائل الإعلام كافة وتشجيع المواطنين على المشاركة في الترويج لدعم السياحة ولتعريف الأردنيين بهذه المواقع كوادي بن حماد في الكرك ومحمية ضانا وأهمية الاستثمار في القطاع السياحي ما ينعكس إيجابيا على الاقتصاد وتحسين دخل المواطن وتنشيط السياحة الداخلية. تركز المبادرة على التواصل التكنولوجي الاجتماعي.